# 大杉漣
大杉漣（日语：／ Ōsugi Ren，1951年9月27日—2018年2月21日），日本男演員，本名大杉孝（日语：／ Ōsugi Takashi），德島縣小松島市出身。明治大學退學。經紀公司是ZACCO。長子是攝影師大杉隼平。2018年2月21日，因為心臟衰竭去世，享壽67歲。

外號為「擁有300張臉的男人」、「變色龍演員」